# الكتلة البرلمانية لنواب الإخوان المسلمين في مصر (الدورة البرلمانية 1984 - 1987)
الكتلة البرلمانية لنواب الإخوان المسلمين في مصر خاض الإخوان المسلمون انتخابات مجلس الشعب عام 1984 إلى جانب حزب الوفد الجديد ضمن قانون القائمة المطلقة تحت شعار عودي يا مصر إسلامية.
ونجح للإخوان في هذه الانتخابات 6 نواب ولحزب الوفد الجديد 30 نائبا، ليكون تحالف «الوفد الإخوان» هو الحزب المعارض الوحيد الذي نجح في هذه الانتخابات وحل هذا المجلس عام 1987 لعدم دستورية قانون الانتخابات «قانون القائمة المطلقة».

## نواب الإخوان الستة
1. حسني عبد الباقي[2]
2. حسن الجمل[2]
3. محمد المراغي[2]
4. محمد الششتاني[2]
5. محفوظ حلمى[2]
6. حسن جودة[1]

## من نواب حزب الوفد الجديد
1. الدكتور عبد الغفار عزيز عميد كلية الدعوة الإسلامية الاسبق
2. المستشار ممتاز نصار[1]
3. ياسين سراج الدين[1]
4. عادل عيد[1]